# 中間鰍鮀
中間鰍鮀（学名：Gobiobotia intermedia），又名八鬚鯉，为鯉科鰍鮀屬下的一个种。其种加词“intermedia”意为“中间的”。